# Ariamnes alepeleke
Ariamnes alepeleke là một loài nhện trong họ Theridiidae.
Loài này thuộc chi Ariamnes. Ariamnes alepeleke được miêu tả năm 2007 bởi Gillespie & Rivera.